# A Dictionary of the English Language
A Dictionary of the English Language va ser el títol del diccionari de l'anglès escrit per Samuel Johnson el 1755, considerat una de les obres de referència més importants de la llengua anglesa fins a l'aparició de l'Oxford English Dictionary. Entre les innovacions més importants hi havia el fet d'il·lustrar l'ús de cada paraula amb una cita literària que servia d'exemple i el fet d'incloure elements d'humor a les definicions. El corpus de termes cobria camps molt amplis, incloent tecnicismes, i estava acompanyat d'il·lustracions, però no contenia gairebé informació sobre etimologia o pronunciació dels mots. Quant a l'ortografia de cada paraula, Johnson defensava usualment la forma més conservadora, en línia amb la seva formació clàssica. L'èxit de l'obra va fer que fos considerada un model per a diccionaris posteriors, tant de l'anglès com d'altres idiomes.